# Jan Olaf
Jan Michael Olaf (* 19. April 1963 in Essen (Ruhr)) ist ein Physiker, der an der Dualen Hochschule Baden-Württemberg (DHBW) in Lörrach als Professor Wirtschaftsinformatik lehrt und Leiter des Studienzentrums IT-Management und Informatik ist.

## Leben und Wirken
Olaf besuchte zunächst die Grundschule am Lönsberg in Essen und dann das Stadtwaldgymnasium in Essen mit Abitur 1982. Nach einem 15-monatigen Grundwehrdienst in Rendsburg begann er sein Studium der Physik an der Universität Freiburg im Breisgau, das er mit der Diplomprüfung 1989 abschloss. Während seiner Diplomarbeit über ein Experiment am Large-Electron-Positron-Collider-Speicherring war er wissenschaftlicher Mitarbeiter am europäischen Kernforschungszentrum CERN in Genf.
Das anschließende Physik-Promotionsstudium an der Universität Freiburg in Zusammenarbeit mit dem Fraunhofer-Institut für Werkstoffmechanik schloss er 1992 mit der Promotion zum Dr. rer. nat. ab. Das Dissertationsthema: Ein Verfahren zur Bewertung des mechanischen Verhaltens von Randschichten.
Anschließend wurde er wissenschaftlicher Mitarbeiter am Fraunhofer-Institut für Werkstoffmechanik in Freiburg, Abteilung Beanspruchungsanalyse (1992–1995), später Technologietransferbeauftragter und Assistent des Direktors für Technik und Technologie, Informatik und Public Relations, Endress+Hauser Consult AG, Reinach (CH) (1995–1998).
Von 1998 bis 2015 war er in verschiedenen Fach- und Führungspositionen bei Endress+Hauser InfoServe GmbH+Co. KG in Weil am Rhein tätig, darunter als Projektleiter für den Aufbau des Intranet und für die Einführung einer E-Business-Plattform für die Firmengruppe, als Vertriebsleiter zum Aufbau des Vertriebs für externe Kunden, als Bereichsleiter Marketing und Mitglied der Geschäftsleitung sowie als Ausbildungsleiter, insbesondere für die Informatik- und Wirtschaftsinformatik-Studenten an der Dualen Hochschule in Lörrach. Gemeinsam mit „seinen“ Studenten hat er im Jahre 2014 einen intelligenten Helm zum Einsatz in der Anlagenwartung zum Patent angemeldet.
2015 wurde Jan Olaf als Professor für Wirtschaftsinformatik und Leiter des Studienzentrums IT-Management und Informatik an die DHBW Lörrach berufen. Seine Schwerpunkte sind Digitalisierung, Digitale Transformation und Industrie 4.0.
Jan Olaf widmet Teile seiner Freizeit dem phaenovum – Schülerforschungszentrum Lörrach Dreiländereck, in welchem er seit dessen Gründung 2007 im Vorstand tätig ist. Er ist auch Geschäftsführender Vorsitzender des Freundeskreises der DHBW Lörrach e.V., welcher durch vielfältige Maßnahmen die DHBW in Lörrach unterstützt.
Als 1. Vorsitzender von Lörrach Innovativ e.V. engagiert er sich außerdem für die Vernetzung von Schülern und Studierenden im Rahmen von innovativen Hochschulprojekten.
Olaf ist verheiratet mit Chantal Olaf geb. Hommes; beide haben zwei gemeinsame Kinder.